# Zoo (película)
Zoo es un documental del año 2007 dirigido por Robinson Devor que narra la historia de Kenneth Pinyan, un estadounidense que falleció de peritonitis debido a una perforación en su colon después de tener sexo con un caballo que lo penetró analmente. El debut público de la cinta fue en el Festival de Cine de Sundance 2007, donde se convirtió en una de las ganadoras de entre ochocientas cincuenta y seis candidatas. Tras Sundance, Zoo fue seleccionada como una de las cinco películas estadounidenses presentadas en la prestigiosa sección Directors' Fortnight del Festival de Cine de Cannes 2007.

## Producción
El nombre original del filme era In the forest there is every kind of bird (en español: 'En el bosque hay cualquier clase de pájaro'), pero fue reemplazado por Zoo, que hace referencia a la zoofilia, es decir, la atracción sexual de un humano por un animal.
Zoo fue escrita por el columnista de The Stranger, Charles Mudede, y el cineasta Robinson Devor. Pinyan fue interpretado por el actor Adam T. McLain. La película fue realizada con la ayuda de los amigos de Pinyan y los dos hombres que lo socorrieron, con el objetivo de explorar su vida y su muerte más allá de los reportes de prensa. También participaron otras personas que acudían a la granja por razones similares. El filme contiene imágenes explícitas de bestialidad, pero solo se ven en la pantalla de un pequeño televisor.

## Kenneth Pinyan
Kenneth Pinyan (22 de junio de 1960 – 2 de julio de 2005) fue un ingeniero estadounidense que residía en Gig Harbor y trabajaba en la empresa Boeing. Se hizo conocido cuando falleció después de recibir sexo anal de parte de un caballo, algo que él hacía constantemente junto a un amigo no identificado y un hombre llamado James Michael Tait, que vivía en un remolque a un costado de la granja. Estos actos sexuales eran grabados en video, los cuales Pinyan distribuía informalmente con el seudónimo de «Mr. Hands».

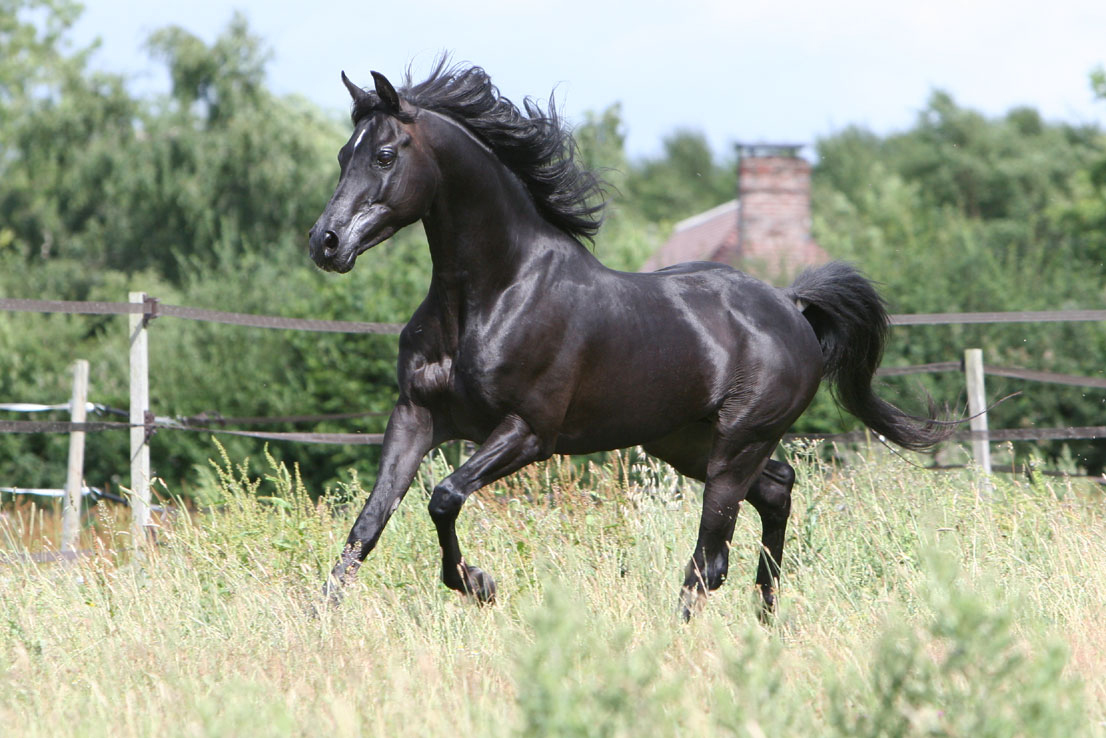
Un semental árabe.

La granja de cuarenta acres estaba ubicada en el Condado de King, Washington, cerca de la ciudad de Enumclaw. Durante un encuentro sexual con un semental árabe en el 2005, Pinyan sufrió la perforación de su colon, falleciendo posteriormente por sus heridas. Según los fiscales, el animal, que era llamado «Big Dick» por los participantes, no sufrió ningún tipo de daño durante la relación sexual, sin embargo, la perforación que causó en el colon del hombre le provocó a este una aguda peritonitis que culminó con su muerte. La muerte de Pinyan fue considerada como accidental.
La historia fue publicada por The Seattle Times y fue una de las más leídas de ese periódico en el 2005. Este caso fue bautizado informalmente como «Enumclaw horse sex case» ('El caso de sexo con caballos de Enumclaw').
La muerte de Pinyan provocó rápidamente la creación de un proyecto de ley que prohíbe tanto mantener relaciones sexuales con animales como videograbarlas. Bajo la ley actual de Washington, la bestialidad es un delito Clase C penado con hasta cinco años de prisión.

## Premios y reconocimientos
Zoo fue uno de los dieciséis documentales seleccionados, de entre ochocientos cincuenta y seis, para ser exhibidos durante el Festival de Cine de Sundance, después del cual fue proyectada en varios otros festivales regionales de Estados Unidos.
La película también fue una de las cinco obras estadounidenses que se presentaron en la prestigiosa sección Directors' Fortnight del Festival de Cine de Cannes 2007.